# 十七試陸上戦闘機
十七試陸上戦闘機
- 用途：陸上戦闘機
- 製造者：川西航空機
- 運用者：大日本帝国海軍
- 生産数：なし
- 運用状況：1943年開発中止

十七試陸上戦闘機、略符号J3K は日本海軍によって計画された遠距離侵攻用戦闘機である。川西航空機が設計を担当したが、実機が完成する前に開発中止となった。

## 概要
1942年（昭和17年）に海軍が川西航空機に対して十七試陸上戦闘機の発注を行った。当時の川西は、会社初の陸上戦闘機となる紫電の設計を行っていたが、十七試陸戦については完全に別の設計とすることが決められた。
設計に当たって川西は中島の誉エンジンの使用を主張したが、主として生産上に理由から海軍側は試作中の三菱ハ43-21型エンジンを使用するよう要求した。しかしこのエンジンの開発が難航し、計画は基礎的な設計も定まらないまま停滞することとなる。さらに川西飛行機としては、より見込みのある紫電・紫電改の開発を優先する方針であったため、1943年（昭和18年）初頭に十七試陸上戦闘機の開発計画は正式に中止された。

## 諸元 (計画値)
- 乗員：1
- 動力：三菱ハ43-21型 空冷星型複列18気筒エンジン
- 離昇出力：2100 hp
- プロペラ：4翅
- 武装：機関銃 20 mm機銃 ×2(機首) 13 mm機銃 ×2(翼内)